# Oliiv, Zboriv
Oliiv (în ucraineană Оліїв) este o comună în raionul Zboriv, regiunea Ternopil, Ucraina, formată numai din satul de reședință.

## Demografie
Componența lingvistică a comunei Oliiv
     Ucraineană (99,61%)
     Alte limbi (0,39%)
Conform recensământului din 2001, majoritatea populației comunei Oliiv era vorbitoare de ucraineană (99,61%), existând în minoritate și vorbitori de alte limbi.